# KR Reykjavik (femenino)
El KR Reykjavik Femenino es la sección femenina del KR Reykjavik, un club de fútbol islandés. Su estadio es el KR-Völlur de Reikiavik.

## Historia
Activo desde los años 80, el KR es uno de los equipos femeninos más antiguos de Islandia. En 1993 ganó su primera liga, y a finales de los 90 y comienzos de los 2000 vivió su edad de oro, con 5 ligas en 7 años. Durante esa época jugó tres veces la Copa de Europa.
El KR se mantuvo en los puestos altos de la tabla durante algunos años, pero a partir de 2009 cayó a la mitad baja de la table hasta que descendió 2012. En 2014 ascendió.

## Títulos
- Ligas islandesas (6): 1993, 1997, 1998, 1999, 2002, 2003
- Copas islandesas (4): 1999, 2002, 2007, 2008
- Copas de la Liga de Islandia (4): 1999, 2000, 2002, 2008
- Supercopas islandesas (3): 1994, 1995, 1997
- 2ª División islandesa (1): 2014

## Trayectoria liguera
|                  | 96  | 97 | 98 | 99 | 00  | 01  | 02 | 03 | 04  | 05  | 06  | 07  | 08  | 09  | 10  | 11  | 12   | 13  | 14  | 15  | 16  | 17  | 18  | 19  | 20 |
| ---------------- | --- | -- | -- | -- | --- | --- | -- | -- | --- | --- | --- | --- | --- | --- | --- | --- | ---- | --- | --- | --- | --- | --- | --- | --- | -- |
| Primera División | 2.º | 1º | 1º | 1º | 2.º | 2.º | 1º | 1º | 3.º | 4.º | 3.º | 2.º | 2.º | 6.º | 6.º | 8.º | 10.º |     |     | 8.º | 7.º | 8.º | 8.º | 7.º |    |
| Segunda División |     |    |    |    |     |     |    |    |     |     |     |     |     |     |     |     |      | 3.º | 1.º |     |     |     |     |     |    |

## Trayectoria en la Liga de Campeones
| 2002 | 0-9 Orn, 3-4 Eendracht, 1-3 Bobruichanka |
| 2004 | 1-3 Masinac, 0-1 Brondby, 5-1 Kilmarnock |
| 2005 | 1-0 Ter Leede, 3-1 Malmin, 1-2 Krka      |